# Simaba
Genre
Classification APG III (2009)
Simaba est un genre d'arbres néotropicaux, appartenant à la famille des Simaroubaceae. Le genre Simaba compte 24 espèces. L'espèce type est Simaba guianensis Aubl..

## Liste d'espèces
Selon World Flora Online (WFO) (27 décembre 2021) :
- Simaba cedron Planch.
- Simaba crustacea Engl.
- Simaba docensis Francesch. & Kik. Yamam.
- Simaba ferruginea A. St.-Hil.
- Simaba floribunda A. St.-Hil.
- Simaba glabra Engl.
- Simaba guianensis Aubl.
- Simaba insignis A. St.-Hil. & Tul.
- Simaba intermedia Mansf.
- Simaba maiana Casar.
- Simaba monophylla (Oliv.) Cronquist
- Simaba morettii Feuillet
- Simaba obovata Spruce ex Engl.
- Simaba orinocensis Kunth
- Simaba paraensis Ducke
- Simaba pohliana Boas
- Simaba polyphylla (Cavalcante) W.W. Thomas
- Simaba praecox Hassl.
- Simaba salubris Engl.
- Simaba suaveolens A.St.-Hil.
- Simaba subcymosa A. St.-Hil. & Tul.
- Simaba suffruticosa Engl.
- Simaba trichilioides A. St.-Hil.
- Simaba warmingiana Engl.

## Diagnose

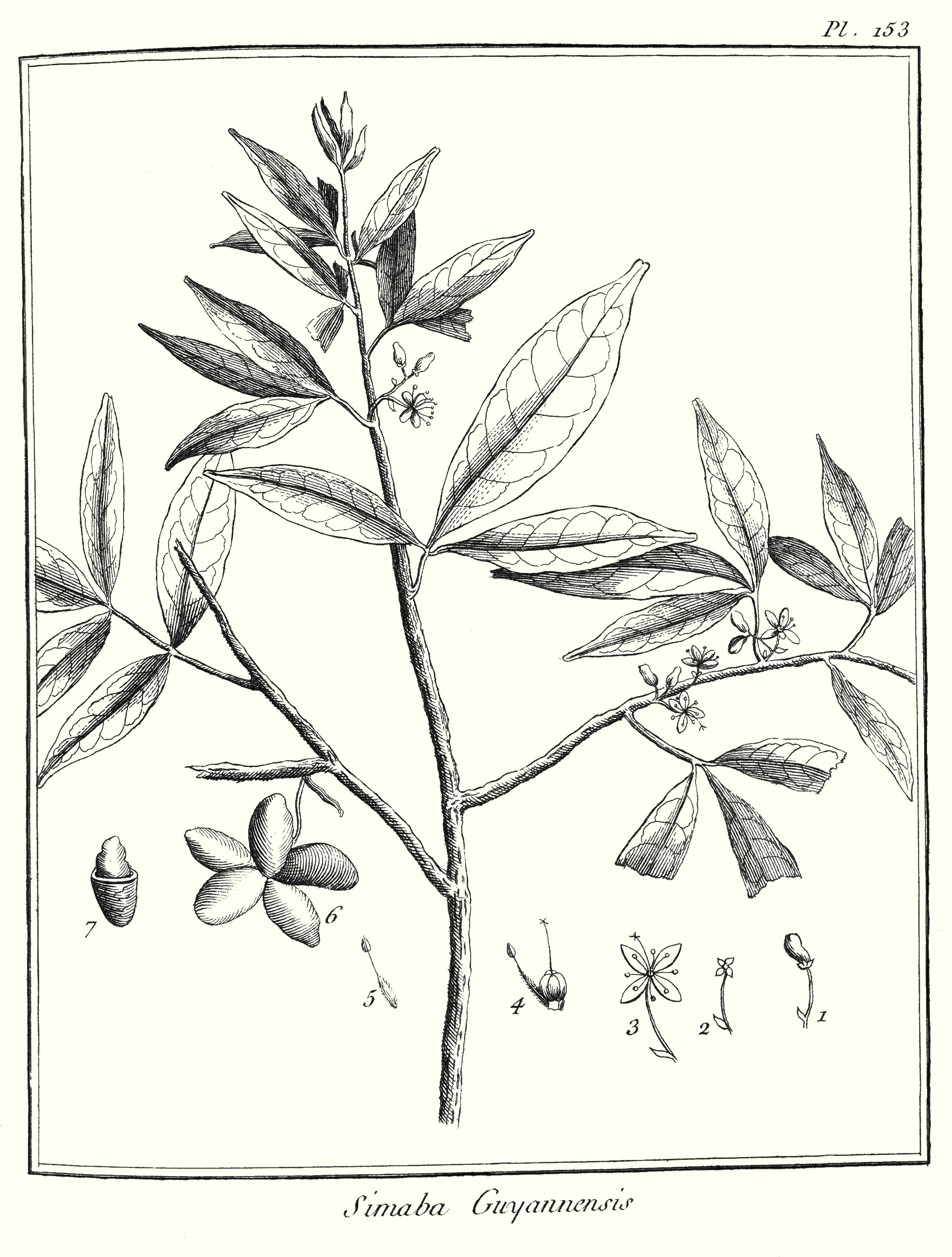
Simaba guianensis : Planche 153 accompagnant la description du genre Simaba par Aublet (1775)
Planche 153. - 1. Bouton de fleur. Écaille. - 2. Calice. - 3. Fleur épanouie. - 4. Diſque. Ovaire. Style. Stigmate. Une étamine. - 5. Étamine. - 6. Fruit à cinq capſules. - 7. Capſule coupée en travers. Amande.

En 1775, le botaniste Aublet propose la diagnose suivante : 
« SIMABA. (Tabula 153.)
CAL. Perianthium monophyllum, quadri aut quinque partitum ; laciniis acutis.
COR. Pet à la quatuor aut quinque, ovata, ſubalbida, ad ambitum diſci inſerta.
STAM. Filamenta octo vel decem, infernè latiora, villoſa, diſco inferta. Antheræ ovatæ, biloculares, incumbentes.
PIST. Germina quatuor aut quinque, connata, extùs convexa. Stylus longus, quadri aut quinque-ſtriatus. Stigma quadri aut quinqueradiatum.
PER. Capſule quatuor aut quinque, coriaceæ, ovatæ, latérales, diſtantes, diſco carnoſo infertæ, ſubluteæ, uniloculares.

SEM. unicum teſtâ fragili tectum. »
— Fusée-Aublet, 1775.